# Igreja Nossa Senhora do Líbano (Porto Alegre)
A Paróquia Nossa Senhora do Líbano localiza-se no Bairro Santana em Porto Alegre. 

## Histórico
A Paróquia Nossa Senhora do Líbano de rito maronita em Porto Alegre foi criada no dia 8 de agosto de 1961 por um decreto de Dom Jaime Câmara, arcebispo do Rio de Janeiro e Ordinário dos Orientais no Brasil. O decreto foi publicado em Porto Alegre no dia 10 de setembro do mesmo ano por Dom Vicente Scherer, arcebispo de Porto Alegre. A solene instalação da paróquia realizou-se no dia 17 de setembro, na Igreja do Divino Espírito Santo, tomando posse o primeiro pároco, o padre Antônio Joubeir. 
No dia 12 de outubro de 1961 deu-se à nova paróquia o título de Nossa Senhora do Líbano, dia esse considerado como aniversário paroquial. 
Já aos 23 de abril de 1963, foi batida a primeira estaca da atual Igreja, abençoada por Dom Francis Zayek, bispo exarca maronita do Brasil. O projeto arquitetônico é de Emil Bered e a responsabilidade pela construção do Engº Nicolau J. A. Waquil. Aos 15 de agosto de 1964, estando já a construção com o seu telhado, e com o contrapiso pronto, Mons. Antônio Joubeir nela celebrou a primeira missa no rito Latino, atendendo o desejo dos vizinhos. 
No dia 24 de março de 1966 chegou o Padre Rosendo Atik para ser vigário cooperador de Mons. Antônio Joubeir. Partindo este para Roma no começo do ano de 1969, o Padre Rosendo tornou-se pároco, função que exerceu até fins de 1980. Durante o ano de 1981 até junho de 1982, a paróquia foi atendida Pelo Mons. Celestino Rubem Neis. No dia 5 de junho de 1982, Dom Antônio Cheuiche, bispo auxiliar de Porto Alegre, deu posse a Mons. Urbano Zilles, atual pároco auxiliado pelo Frei Rovílio Costa, OFMCap.
Chegando ao Brasil, Dom Joseph Mahfouz os confirmou na paróquia. O Movimento de Emaús de Porto Alegre tem sua sede na paróquia desde 1985.